# Werner von Erdmannsdorff

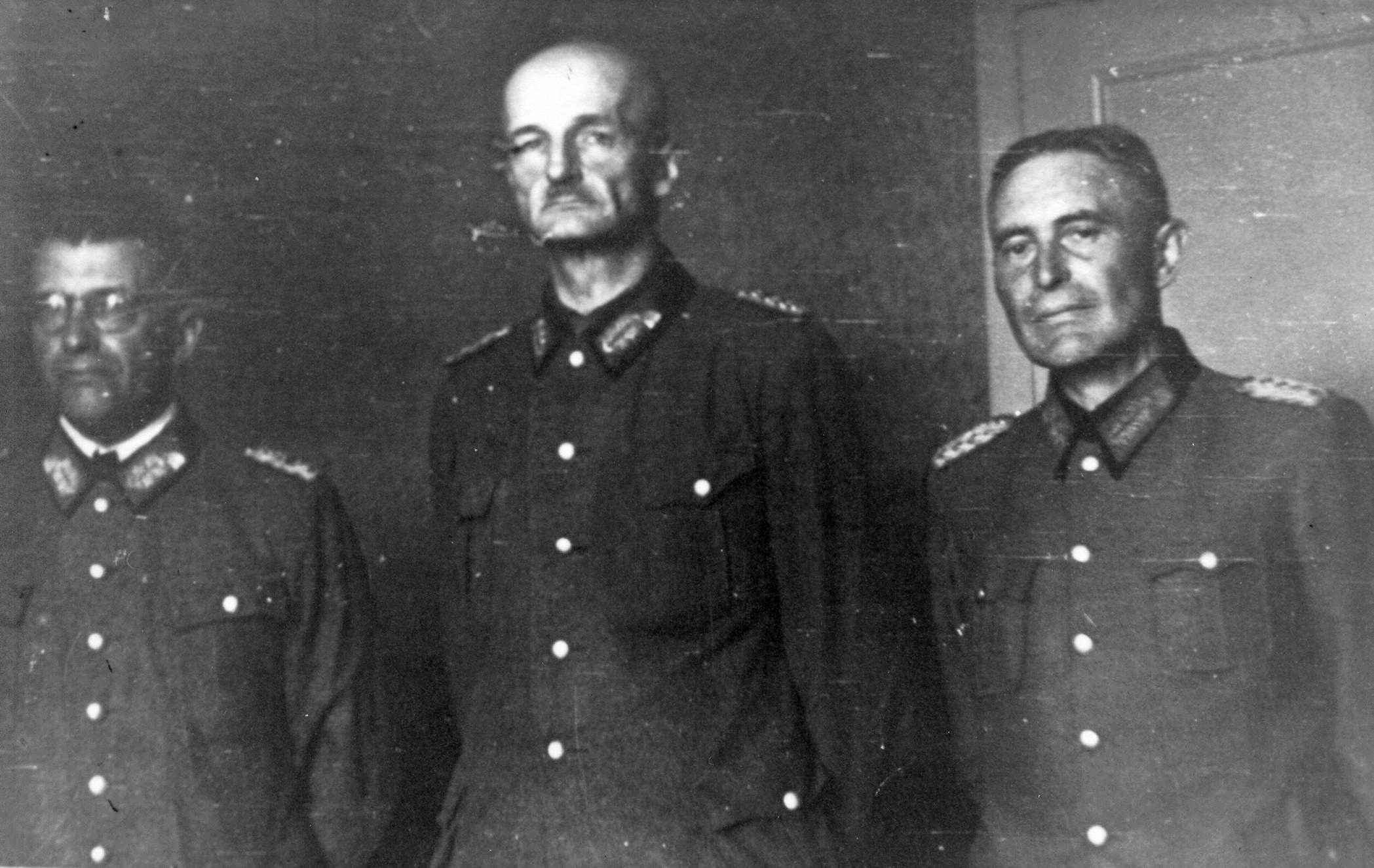
Werner von Erdmannsdorff, Heinz Kattner und Friedrich Stephan (von links nach rechts, 1945 in Gefangenschaft)

Heinrich Werner Bernhard von Erdmannsdorff (* 26. Juli 1891 in Bautzen; † 5. Juni 1945 in Ljubljana, Jugoslawien) war ein deutscher General der Infanterie der Wehrmacht im Zweiten Weltkrieg.

## Leben
Werner von Erdmannsdorff war ein Sohn des königlich sächsischen Amtmanns und Rittmeisters a. D. Heinrich von Erdmannsdorff (* 1852) und dessen Ehefrau Gertrud, geborene von Schönberg (* 1865) aus dem Hause Kreipitzsch. Der spätere Generalmajor Gottfried von Erdmannsdorff war sein jüngerer Bruder.
Erdmannsdorff trat am 1. Oktober 1910 als Einjährig-Freiwilliger in das 2. Jäger-Bataillon Nr. 13 der Sächsischen Armee ein und avancierte bis Anfang August 1912 zum Leutnant. Nach Ausbruch des Ersten Weltkriegs nahm er als Kompanieoffizier mit seinem Bataillon an den Kämpfen an der Westfront teil und wurde am 23. September 1914 verwundet. Nach Lazarettaufenthalt und Gesundung war Erdmannsdorff Anfang November 1914 zunächst beim Ersatz-Bataillon und kehrte Mitte zu seinem Stammbataillon an die Front zurück. Ab März 1916 diente er als Adjutant des Bataillons und wurde in dieser Eigenschaft Ende Mai 1916 zum Oberleutnant befördert. Nach einer kurzzeitigen Kommandierung zum K.u.k. Infanterieregiment „Edler von Appel“ Nr. 70 wurde Erdmannsdorff am 4. Januar 1917 als Regimentsadjutant zum Jäger-Regiment Nr. 7 versetzt, das im Verbund der 197. Infanterie-Division an der Ostfront zum Einsatz kam. Für sein Verhalten während der deutschen Offensive in Ostgalizien wurde er am 26. August 1917 mit dem Ritterkreuz des Militär-St.-Heinrichs-Ordens beliehen. Am 20. Juli 1918 folgte seine Versetzung zu den Offizieren von der Armee und zum Stab der 241. Infanterie-Division zwecks Ausbildung im Generalstabsdienst. Nach Kriegsende kehrte Erdmannsdorff Ende November 1918 zu seinem Stammbataillon zurück. Neben beiden Klassen des Eisernen Kreuzes hatte man ihn während des Krieges mit dem Ritterkreuz II. Klasse des Verdienstordens und des Albrechts-Ordens mit Schwertern, dem Bayerischen Militärverdienstorden IV. Klasse mit Schwertern, dem Reußischen Ehrenkreuz III. Klasse mit Schwertern und dem Kriegsverdienstkreuz sowie dem Verwundetenabzeichen ausgezeichnet. Die Verbündeten Österreicher würdigten ihn durch die Verleihung des Militärverdienstkreuzes III. Klasse mit Kriegsdekoration.
Ende Februar 1919 wurde Erdmannsdorff Adjutant bei der Grenz-Jäger-Abteilung 2, aus dem das Reichswehr-Infanterie-Regiment 24 und später das Infanterie-Regiment 10 der Reichswehr hervorging. Von Anfang Januar bis Ende September 1921 war er zunächst zum 1. Lehrgang zur Ausbildung von Offizieren z.b.V beim Stab der 4. Division kommandiert. Anschließend wurde er in das 12. (Sächsisches) Reiter-Regiment versetzt und zur Führergehilfenausbildung beim Stab der 4. Division kommandiert. Zwischenzeitlich zum Rittmeister aufgestiegen, wurde Erdmannsdorff am 1. Oktober 1922 in das 10. (Sächsisches) Infanterie-Regiment rück- und nach einem Jahr erneut in das 12. (Sächsisches) Reiter-Regiment versetzt. Er absolvierte ein Studium an der Universität Berlin und wurde am 1. Oktober 1924 mit der Ernennung zum Kompaniechef in das 10. (Sächsisches) Infanterie-Regiment versetzt. Anfang November 1929 war er beim Stab des III. Bataillons und lehrte ab Januar 1930 Taktik an der Infanterie-Schule in Dresden. Daran schloss sich ab Oktober 1930 eine Verwendung im 11. (Sächsisches) Infanterie-Regiment an und am 1. Juni 1931 wurde Erdmannsdorff Platzmajor in Dresden. Im Zuge der Vergrößerung der Reichswehr erfolgte am 1. Oktober 1934 seine Ernennung zum Kommandeur des I. Bataillons im Infanterie-Regiment Breslau.
Nach dem Übergang der Reichswehr in das Heer der Wehrmacht avancierte Erdmannsdorff Anfang August 1935 zum Oberstleutnant und war in der Folge Kommandeur des I. Bataillons im Infanterie-Regiment 49 und 51. Mitte Oktober 1937 kam er zum Stab des Infanterie-Regiments 30, stieg Anfang Februar 1938 zum Oberst auf und wurde am 10. November 1938 zum Regimentskommandeur ernannt. Mit dem Regiment nahm Erdmannsdorff mit dem Beginn des Zweiten Weltkriegs am Überfall auf Polen teil und blieb bis Mitte Dezember 1941 in dieser Position. Anschließend beauftragte man ihn mit der Führung der 18. Infanterie-Division (mot.) und ernannte ihn am 1. März 1942 mit der Beförderung zum Generalmajor zum Kommandeur dieses Großverbandes. Die Division nahm an den Kesselschlachten bei Białystok und Minsk sowie Smolensk und dem Vormarsch auf Leningrad teil. Nach der Winteroffensive 1941/42 musste die Division zur Auffrischung aus der Front zurückgezogen werden. Nachdem Erdmannsdorff für sein Wirken am 16. November 1941 das Deutsche Kreuz in Gold erhalten hatte, wurde er am 27. Februar 1942 mit dem Ritterkreuz des Eisernen Kreuzes ausgezeichnet. In der Begründung wird neben der „Verteidigung von Tichwin“ und die „Rückführung der Division hinter den Wolchow“ das Halten der Stadt Staraja-Russa genannt.
Im März 1942 gelang die Öffnung des Kessels von Demjansk und Anfang Januar 1943 wurde er zum Generalleutnant befördert. Von Mitte August 1943 bis Anfang Dezember 1943 folgte seine Versetzung in die Führerreserve und anschließend die Ernennung zum Wehrersatz-Inspekteur Dresden bis Ende April 1944. Von Anfang Mai bis Anfang Oktober 1944 befand Erdmannsdorff sich in der Führerreserve, war zwischenzeitlich für einen Monat mit der Führung des LXXI. Armeekorps beauftragt, und wurde dann mit der Führung des LXXXXI. Armeekorps beauftragt. Mit der Beförderung zum General der Infanterie erfolgte am 30. Januar 1945 seine Ernennung zum Kommandierenden General des Korps, welches in Jugoslawien stand. Anfang März 1945 befehligte er das Armeekorps während der Plattenseeoffensive. Mit Kriegsende ging er erst in britische Gefangenschaft und wurde dann am 4. Juni 1945 mit anderen hochrangigen ehemaligen Offizieren an Jugoslawien ausgeliefert.
Dort wurde er anschließend gemeinsam mit dem General der Panzertruppe Gustav Fehn, Generalleutnant Friedrich Stephan und dem ehemaligen Feldkommandanten von Sarajevo Heinz Kattner ohne Prozess durch jugoslawische Partisanen, welche zu deren Bewachung eingeteilt wurden, in Laibach erschossen. Sein Bruder Gottfried wurde im Zuge des Minsker Prozesses wegen Kriegsverbrechen verurteilt und Ende Januar 1946 in Minsk gehängt.
Erdmannsdorff war seit 30. September 1919 mit Helene Anna Eleonore von Tschirsky und Bögendorff (1895–1982) verheiratet. Seine Frau erhielt die Todesnachricht ihres Mannes erst Jahre später.